# フランツ・クサーヴァー・モーツァルト
フランツ・クサーヴァー・ヴォルフガング・モーツァルト（Franz Xaver Wolfgang Mozart, 1791年7月26日 - 1844年7月29日）は、オーストリアの作曲家、ピアニスト。
著名な音楽家であるヴォルフガング・アマデウス・モーツァルトの末子で四男。

## 生涯
唯一成人した兄カールは音楽家の道を歩まなかったことと、母コンスタンツェの意向もあり、ヴォルフガング・アマデウス・モーツァルト2世として活動した。しかし、生まれた4ヶ月後に父親が他界したため、父から直接、卓越した音楽教育などを受けた事実はない。アントニオ・サリエリとヨハン・ネポムク・フンメルに師事（その他、ゲオルク・ヨーゼフ・フォーグラーやヨハン・ゲオルク・アルブレヒツベルガーにも師事したとされる）。
2曲のピアノ協奏曲の他にピアノ・ソナタやポロネーズ、ロンド、変奏曲などの作品がある。1820年代に刊行された《ディアベリの主題による50の変奏曲》には、フランツ・リストなどとともに名を連ねている。
作品は洗練され、繊細であるが、ウェーバーやシューベルトと同世代にもかかわらず、作風はウィーン古典派の域を出ない。1820年頃からは作曲をほとんどやめて演奏活動に専念した。1844年にカールスバートで胃癌のため亡くなり、同地に埋葬された。53歳没。
生涯独身で、兄と同じく子供をもうけなかったため、ヴォルフガング・アマデウス・モーツァルトの血筋は途絶え、母コンスタンツェの血筋もこの兄弟の代で途絶えた。
フランツ・クサーヴァーの名は、父ヴォルフガング・アマデウスの協力者であったフランツ・クサーヴァー・ジュースマイヤーの名を貰い受けている。ここから、彼は本当はジュースマイヤーとコンスタンツェの不義の子だったのではないかと、後に憶測されることとなった。
また、1820年に出版された「メユールの歌劇『ジョゼフ』のロマンスによる5つの変奏曲」作品23は、1994年までリストの少年時代の作だと誤認されていた。

## 主な作品
- ピアノ四重奏曲 ト短調 作品1
- ヴァイオリン・ソナタ ロ長調 作品7
- ピアノ協奏曲 ハ長調 作品14
- ヴァイオリン・ソナタ ヘ長調 作品15
- チェロ・ソナタ ホ長調 作品19
- ピアノ協奏曲 変ホ長調 作品25